# Mittelägyptische Sprache

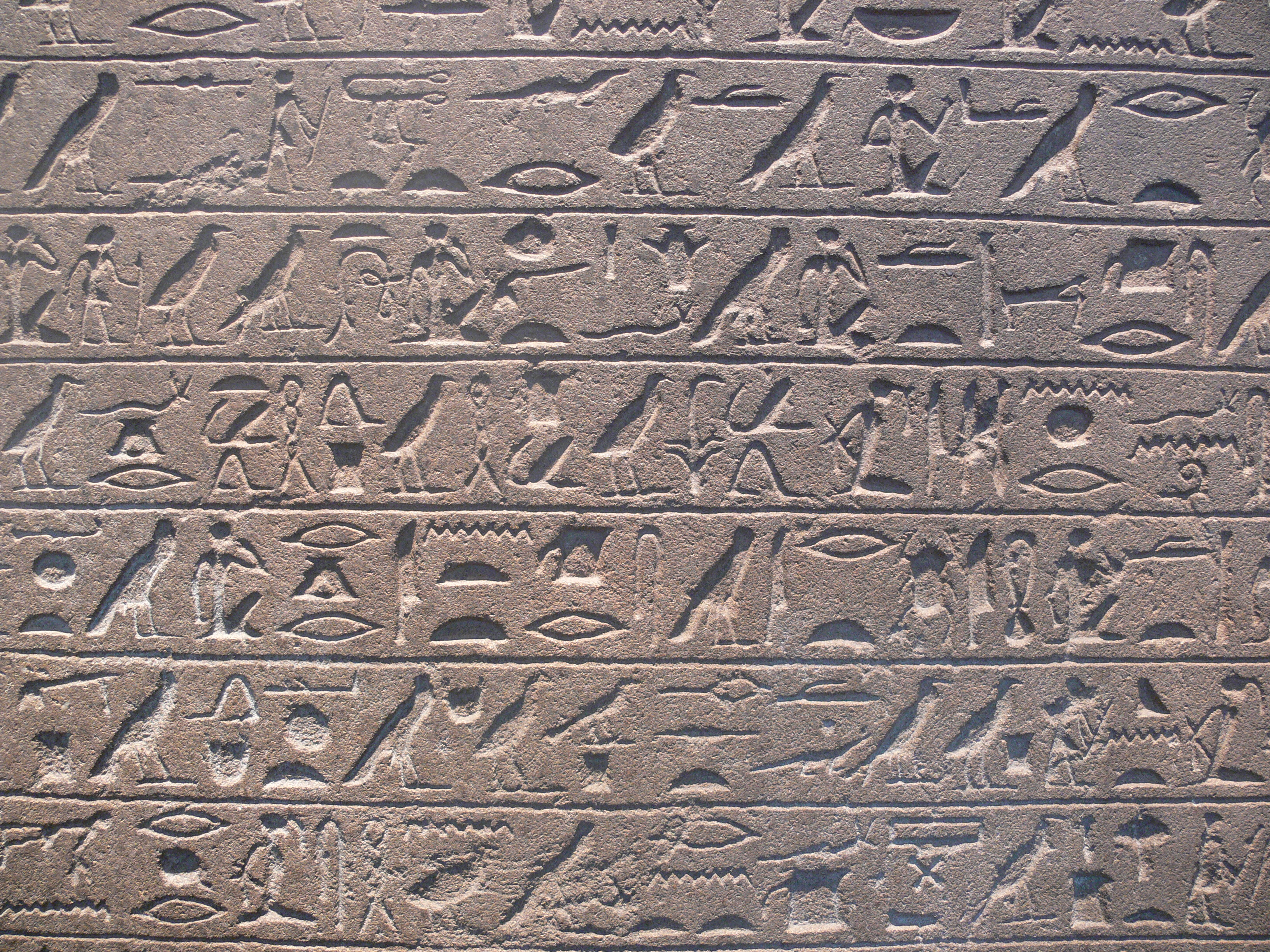
Stele aus Semna mit mittelägyptischer Aufschrift (12. Dynastie)

Die mittelägyptische Sprache war die Sprache des Alten Ägyptens während des sogenannten Mittleren Reiches (21. bis 18. Jahrhundert v. Chr.) bis zur Zweiten Zwischenzeit (17. bis 16. Jahrhundert v. Chr.) und wurde ab der 17. Dynastie zunehmend durch das Neuägyptische in der Umgangssprache ersetzt, nachdem bereits Anfang der Zweiten Zwischenzeit erste frühneuägyptische Entwicklungen zu bemerken waren. Sie bildet eine Entwicklungsstufe der ägyptischen Sprachformen und folgte auf das Altägyptische, von dem sie sich nur geringfügig unterscheidet.
Die mittelägyptische Sprache blieb noch als klassische Literatur- und Inschriftensprache bis ins 4. Jh. n. Chr. in Gebrauch. Auch die moderne Erforschung des Ägyptischen konzentrierte sich lange Zeit auf das Mittelägyptische. Mittelägyptische Inschriften auf Denkmälern oder in Gräbern wurden mit ägyptischen Hieroglyphen geschrieben, für Papyri und Ostraka dagegen wurde die hieratische Schrift, eine Kursive der Hieroglyphen, benutzt.

## Forschungsgeschichte und Didaktik

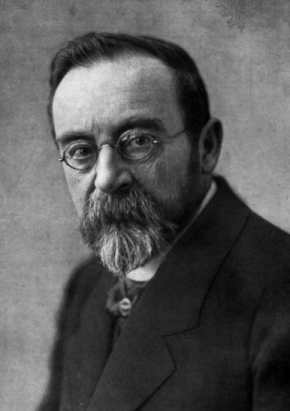
Adolf Erman (1854–1937)

Die Erforschung des Mittelägyptischen begann mit der Entzifferung der Hieroglyphen durch Jean-François Champollion ab 1822, als Sprachstufe des Ägyptischen wurde es jedoch erst später vom Alt- und Neuägyptischen abgegrenzt. Wesentliche Fortschritte im Verständnis des Ägyptischen erzielte die von Adolf Erman (1854–1937) begründete sogenannte Berliner Schule, die den Schwerpunkt zunehmend auf die Erforschung des Mittelägyptischen legte. 1894 legte Erman die erste moderne Grammatik (4. Auflage: 1928) des Mittelägyptischen vor, die durch die monumentale Egyptian Grammar (1. Auflage 1927) seines Schülers Alan H. Gardiner (1879–1963) noch weit übertroffen wurde. Gleichzeitig erreichte die Berliner Schule durch die Publikation des Wörterbuchs der ägyptischen Sprache (1927–1961) wesentliche Fortschritte in der Erschließung des ägyptischen Wortschatzes.
Um die Mitte des 20. Jahrhunderts hielt man die Erforschung der mittelägyptischen Grammatik im Wesentlichen für abgeschlossen und wandte sich der Sprache der naturwissenschaftlichen Texte und den dem Altägyptischen nahestehenden Sargtexten zu. Durch die von Hans Jacob Polotsky (1905–1991) ab 1944 entwickelte „Standardtheorie“ wurde die Diskussion um die Syntax jedoch neu entfacht (siehe unten). Und auch auf anderen Gebieten blieb die Forschung weiterhin in Bewegung. So versuchte Wolfgang Schenkel 2005 nachzuweisen, dass das mittelägyptische Vergangenheitstempus sḏm.n=f aus zwei syntaktisch unterscheidbaren Formen besteht.
Ungewissheiten gerade auf dem Gebiet der Verbalmorphologie sind im Wesentlichen darin begründet, dass die klassischen ägyptischen Schriftformen keine Vokale wiedergeben: Viele Verbaltempora sind nur durch ihre vokalische Struktur markiert, die sich nur bedingt auch auf den Konsonantenbestand auswirkt, sind ansonsten aber nicht konsonantisch oder nur durch einen schwachen Endkonsonanten markiert, der nur sporadisch auch geschrieben wird.
Das Mittelägyptische wird an Universitäten im Rahmen des Faches Ägyptologie gelehrt, wobei es insbesondere in Deutschland einen hohen Stellenwert im Vergleich zu anderen, eher archäologisch ausgerichteten Teilgebieten der Ägyptologie einnimmt. Aufgrund der verhältnismäßig leicht erlernbaren Hieroglyphenschrift mittelägyptischer Texte und des klassischen Ranges, den das Mittelägyptische schon in der Antike einnahm, ist es gewöhnlich die erste Sprachstufe, die Studierende der Ägyptologie erlernen.

## Sprachgeschichtliche Stellung
Das Mittelägyptische ist eine Entwicklungsstufe des Ägyptischen, einer der sechs Primärzweige der in Nordafrika und Vorderasien verbreiteten afroasiatischen Sprachfamilie. Wie das vorhergehende Altägyptisch, mit dem es gemeinsam das „ältere Ägyptisch“ bildet, ist es eine flektierende und fusionale beziehungsweise stark flektierende Sprache. Die Unterschiede zum Altägyptischen sind verhältnismäßig geringfügig und machen sich stärker auf der orthographischen Ebene, etwa in der unterschiedlichen Anwendung von Determinativen, bemerkbar. Im Bereich der Grammatik ist im Mittelägyptischen der Rückgang oder sogar Verlust einiger pronominaler und verbaler Formen zu beobachten und zugleich das Aufkommen analytischer Neubildungen, die der Volkssprache nahestehende Stilformen charakterisieren. Auch die Negation nn ist eine wichtige mittelägyptische Neuerung. Wesentlich gravierender sind die Entwicklungen, die das Mittelägyptische vom Neuägyptischen trennen. Die Tendenz zur Bildung analytischer Formen wurde stärker, was zu einer vollkommenen Umgestaltung des Verbalsystems führte: Das komplexe Aspekt-Tempus-System des älteren Ägyptisch wurde stark reduziert, gleichzeitig entwickelte sich eine Vielzahl analytischer Neubildungen.

## Lautsystem

### Konsonanten
Das Mittelägyptische besitzt ungefähr 26 konsonantische Phoneme (in der in der Ägyptologie üblichen Reihenfolge):
| 3 | j | y | ˁ | w | b | p | f | m | n | r | l | h | ḥ | ḫ | ẖ | z | s | š | q | k | g | t | ṯ | d | ḏ |

Der Lautwert der meisten Phoneme im Mittleren Reich ist verhältnismäßig sicher, doch hinsichtlich d, ḏ und 3 bestehen erhebliche Meinungsverschiedenheiten. Nach der traditionellen Rekonstruktion repräsentieren d und ḏ die stimmhaften Gegenstücke zu t beziehungsweise ṯ; nach einer besonders vom Semitisten Otto Rössler vertretenen Rekonstruktion, die heute von einem wesentlichen Teil der Ägyptologie anerkannt wird, handelt es sich hierbei vielmehr um durch Glottalisierung gebildete „emphatische“ Konsonanten. 3 wird traditionell als [⁠ʔ⁠] angesehen; aufgrund ägyptischer Transkriptionen fremder Namen aus dem Mittleren Reich wird es heute hingegen eher für einen r-artigen Laut gehalten, vielleicht [⁠ʀ⁠].
j, y und w hatten wahrscheinlich halbvokalischen Charakter, wobei graphisches j auch für [⁠ʔ⁠] stehen konnte. Das Phonem l hat keine eindeutige hieroglyphische Repräsentation, aufgrund des Koptischen und graphischer Variation zwischen 3, n und r wird seine Existenz aber gemeinhin anerkannt. z und s waren im Mittleren Reich bereits zu [⁠s⁠] zusammengefallen, wenngleich sie in historisierenden Schreibungen teilweise noch unterschieden wurden. Während der Lautwert von ḫ durch Umschreibungen fremder Namen als [⁠x⁠] bestimmt werden kann, ist der Lautwert von ẖ unsicher. Insgesamt ergibt sich – mit gewissen Unsicherheiten und ohne 3 – das folgende Bild:
|                                          | bilabial | bilabial | labiodental | labiodental | alveolar             | alveolar | postalveolar | postalveolar | palatal | palatal | velar | velar | uvular | uvular | pharyngal | pharyngal | glottal | glottal |
| ---------------------------------------- | -------- | -------- | ----------- | ----------- | -------------------- | -------- | ------------ | ------------ | ------- | ------- | ----- | ----- | ------ | ------ | --------- | --------- | ------- | ------- |
| stl.                                     | sth.     | stl.     | sth.        | stl.        | sth. bzw. emphatisch | stl.     | sth.         | stl.         | sth.    | stl.    | sth.  | stl.  | sth.   | stl.   | sth.      | stl.      | sth.    |         |
| Plosive                                  | p        | b        |             |             | t                    | d        |              |              |         |         | k     | g     | q      |        |           |           | j       |         |
| Nasale                                   |          | m        |             |             |                      | n        |              |              |         |         |       |       |        |        |           |           |         |         |
| Vibranten                                |          |          |             |             | r                    |          |              |              |         |         |       |       |        |        |           |           |         |         |
| Frikative                                |          |          | f           |             | s/z                  |          | š            |              | ẖ (?)   |         | ḫ     |       |        |        | ḥ         | ˁ         |         |         |
| Approximanten und laterale Approximanten |          | w        |             |             |                      | l        |              |              |         | j, y    |       |       |        |        |           |           |         |         |

Hinzu kommen ṯ ([⁠tʃ⁠]) und ḏ ([tʾʃ] oder [⁠dʒ⁠]), die seit dem Mittelägyptischen teilweise mit t beziehungsweise d zusammenfielen.

### Vokale
Da die ägyptischen Hieroglyphen im Allgemeinen keine Vokale wiedergeben, ergeben sich auch bei der Rekonstruktion der Vokalisierung erhebliche Schwierigkeiten. Die Hauptquelle für die Vokale des Mittelägyptischen bildet das Koptische, dessen Schrift Vokale zuverlässig wiedergibt. Eine zweite wesentliche Quelle bilden die im Neuen Reich einsetzenden Umschreibungen ägyptischer Namen und Wörter im Akkadischen und Griechischen sowie vereinzelt dem Meroitischen. Sie liefern nicht nur Vokalisationen einzelner Wörter oder im Koptischen geschwundene Vor- und Nachtonvokale, sondern zeigen auch gleichzeitig, welche Lautverschiebungen das Vokalsystem seit dem Neuen Reich verändert haben. Durch Kombination der koptischen Vokale und der Überlieferung in fremden Schriften lässt sich das Vokalsystem während des Neuen Reiches teilweise rekonstruieren. Durch Kombination des hieroglyphisch überlieferten Konsonantenskeletts mit den auf diese Weise rekonstruierten Vokalen ergibt sich ein rekonstruierter Zustand, der als Urkoptisch (so auch im Folgenden), Paläokoptisch oder Protokoptisch bezeichnet wird.
Das Urkoptische besitzt die drei Vokalphoneme */a/, */i/ und */u/. */i/ und */u/ fielen nach dem Neuen Reich teilweise zu */e/ zusammen, sodass sich im Urkoptischen oft nicht mehr zwischen */i/ und */u/ entscheiden lässt. Alle Vokale weisen im Urkoptischen zwei Varianten auf, die konventionell als Opposition lang versus kurz gedeutet werden; jedoch ist diese Unterscheidung im Urkoptischen nach der klassischen Rekonstruktion nicht bedeutungsunterscheidend, da sie sich aus der Silbenstruktur ergibt. Der Wortakzent des Urkoptischen liegt auf einer der beiden letzten Silben (Zweisilbengesetz), es wird jedoch angenommen, dass der Wortakzent in einer früheren Stufe auch auf der drittletzten Silbe liegen konnte.

## Morphologie

### Morphologische Prozesse
Die Basis der mittelägyptischen Morphologie wie auch des Lexikons bildet die aus meist drei, seltener auch zwei oder vier Konsonanten bestehende Wurzel. Die Stammbildung erfolgt auf verschiedenen Wegen, die für die Morphologie des älteren Ägyptisch charakteristisch sind.
- Überlagerung mit vokalischem „Schema“

Kennzeichnend für die afroasiatischen Sprachen ist die zur Formenbildung angewandte Überlagerung der konsonantischen Wurzel, die die lexikalische Information enthält, mit einem Vokalmuster, das für die Form spezifisch ist. Da die ägyptischen Hieroglyphen und ihre Tochtersysteme keine Vokale bezeichneten, ist dieser Vorgang in der vorkoptischen Zeit im Einzelnen sehr schwer nachzuverfolgen. Jedoch wird davon ausgegangen, dass sich im Konsonantenbestand indirekt Spuren der Vokalisation finden lassen, insbesondere bei Wurzeln, deren letzter Konsonant redupliziert oder schwach (das heißt j oder w, also semivokalisch) ist.
- Reduplikation („Gemination“)

Ein wichtiger morphologischer Prozess ist die Reduplikation, in der ägyptologischen Terminologie fälschlich Gemination genannt, insbesondere des letzten starken Stammkonsonanten. Dieser Prozess dient sowohl zur Wort- als auch zur Formenbildung.
- Affixe

Wie in praktisch allen flektierenden Sprachen spielen auch im älteren Ägyptisch Affixe eine sehr wesentliche Rolle. Im Ägyptischen sind hier zwei Gruppen zu unterscheiden: die vielfach auftretende und leicht erkennbare Affigierung von j und w, ein sowohl in der Wort- als auch der Formenbildung häufig auftretender Prozess. Schwerer nachzuweisen sind diverse andere konsonantische Affixe, das häufigste unter ihnen ist das Präfix s-, das zur Bildung kausativer und faktitiver Verben dient. Mit Ausnahme der Genus- und Numerusendungen sowie der „Tempus“-Bildung finden sich diese Affixe ausschließlich in der Wortbildung.
Einen Eindruck von den vielfältigen Möglichkeiten der Wurzelmorphologie im Ägyptischen liefert die folgende Übersicht über Ableitungen von der Wurzel prj „herausgehen“, bei denen alle hier beschriebenen morphologischen Möglichkeiten des Mittelägyptischen vorkommen:
|            | belegt | rekonstruiert | Bedeutung                  | Beschreibung                                   |
| Derivation | pr.jwt | *p˘rjḗw˘t     | Spross                     | Verschiedene deverbale Substantive             |
| Derivation | pr.jw  | *pắrj˘w       | Wachstum                   | Verschiedene deverbale Substantive             |
| Derivation | pr.wt  | *p˘rā́w˘t      | Zeit des Sprießens, Winter | Verschiedene deverbale Substantive             |
| Derivation | pr.t   | *p˘rŭ́t        | Frucht                     | Verschiedene deverbale Substantive             |
| Derivation | npr.t  | *nĕ́pr˘t       | Korn                       | Verschiedene deverbale Substantive             |
| Flexion    | pr.j   | *pī́r˘j        | herausgehend               | Partizip Aktiv (perfektisch)                   |
| Flexion    | pr.t   | *pī́r˘t        | Herausgehen                | Infinitiv                                      |
| Flexion    | prj.w  | *pắrj˘w       | er ist herausgegangen      | Pseudopartizip                                 |
| Flexion    | prr=f  | *parā́r˘f      | er kommt heraus            | (eine präsentische Form der Suffixkonjugation) |
| Flexion    | prj=f  | *parjắf       | er möge herauskommen       | Subjunktiv                                     |

### Nominal- und Pronominalmorphologie

#### Substantive
Das mittelägyptische Substantiv gehört einem der beiden Genera Maskulinum und Femininum an und kann die Numeri Singular, Dual und Plural bilden. Das Femininum wird dabei durch die Suffixe t, jt oder wt und der Dual durch tj charakterisiert, während beim Maskulinum das Singular in der Regel unmarkiert ist und der Dual die Endung wj aufweist. Als Pluralkennzeichen wird konventionell eine Endung w angesetzt, wenngleich dies dem tatsächlichen Formenbestand vermutlich nur bei einem Teil der Substantive entspricht:
|          | Maskulinum                | Femininum                     |
| -------- | ------------------------- | ----------------------------- |
| Singular | sn „Bruder“               | sn.t „Schwester“              |
| Dual     | sn.wj „die beiden Brüder“ | sn.tj „die beiden Schwestern“ |
| Plural   | sn.w „Brüder“             | sn.(w)t „Schwestern“          |

Wie in den semitischen und berberischen Sprachen treten Substantive je nach ihrer Stellung in verschiedene Status, darunter den Status constructus, die sich jedoch kaum auf den Konsonantenbestand auswirken. Trotz verschiedener Versuche ist es bislang nicht gelungen, im Ägyptischen Kasusendungen nachzuweisen. Auch Artikel existieren im eigentlichen Mittelägyptisch (noch) nicht.

#### Adjektive
Das Ägyptische verfügt über nur sehr wenige primäre Adjektive. Alle anderen Adjektive sind entweder Partizipien von Eigenschaftsverben oder von Substantiven und Präpositionen abgeleitet (sogenannte Nisben):
- nfr „gut sein“ > nfr „gut“
- nṯr „Gott“ > nṯr.j „göttlich“

Hinsichtlich ihrer Flexion verhalten sich Adjektive wie Substantive und kongruieren in attributiver Verwendung mit ihrem Bezugswort: nṯr.t nfr.t „eine gute Göttin“.

#### Personalpronomina
Das Mittelägyptische unterscheidet drei Reihen von Personalpronomina (hier ohne gewisse altertümliche Sonderformen dargestellt):
|          |       | Absolut | Enklitisch        | Suffigiert |
| Singular | 1.    | jnk     | wj                | =j         |
| Singular | 2. m. | ntk     | ṯw                | =k         |
| Singular | 2. f. | ntṯ     | ṯn                | =ṯ         |
| Singular | 3. m. | ntf     | sw                | =f         |
| Singular | 3. f. | nts     | sj                | =s         |
| Singular | 3.    |         | st „es“; tw „man“ | =tw „man“  |
| Plural   | 1.    | jnn/ntn | n                 | =n         |
| Plural   | 2.    | ntṯn    | ṯn                | =ṯn        |
| Plural   | 3.    | ntsn    | sn                | =sn        |

Die absoluten Personalpronomina dienen insbesondere als Topik vor verbalen und nicht-verbalen Sätzen: jnk sḏm=j „ich höre“. Im Gegensatz zu ihnen können enklitische Personalpronomina nie am Satzanfang stehen, ansonsten aber unterschiedliche syntaktische Funktionen erfüllen, beispielsweise als Subjekt des Adjektivalsatzes (nfr wj „ich bin gut“) sowie als Objekt im Verbalsatz: jw h3b=f wj „er schickt mich“. Suffixpronomina, die sich in sehr ähnlichen Funktionen auch im Semitischen, Berberischen, Kuschitischen und Tschadischen finden, werden an ihr Bezugswort suffigiert und verschmelzen mit dieser zu einer Einheit, was gewisse phonologische Folgen nach sich zieht (den Status pronominalis). Sie stehen hauptsächlich als Possessivpronomina hinter Substantiven (pr=f „sein Haus“), als Subjekt der Suffixkonjugation (sḏm=f „er hört“) und als Subjekt und Objekt von Infinitiven (jr.t=f „sein Machen“, mr.t=f „das ihn-lieben“).

### Verbalmorphologie

#### Suffixkonjugation

##### Form
Eine zentrale Position im ägyptischen Verbalparadigma nimmt die Suffixkonjugation ein. Sie zeichnet sich dadurch aus, dass das pronominale Subjekt als Suffixpronomen direkt an den Tempus-/Aspekt-/Modusstämmen suffigiert wird: sḏm=f „er hört“ (= trennt den Stamm vom Suffixpronomen); das nominale Subjekt steht ebenfalls hinter dem Verb: sḏm nṯr „der Gott hört“.
Durch unterschiedliche Vokalisationen und Affixe ließen sich verschiedene derartige Tempus-/Aspekt-/Modusstämme unterscheiden; da die Vokale jedoch in den Hieroglyphen unberücksichtigt blieben und die hieroglyphischen Schreibungen selbst in Hinblick auf die Konsonanten Inkonsistenzen aufweisen, ist ihre genaue Anzahl unsicher, gewöhnlich wird jedoch von etwa 10 aktivischen und passivischen sowie zwei ausschließlich passivischen Tempora/Aspekten ausgegangen. Die wichtigste Stellung nimmt neben dem präsentischen sḏm=f „er hört“ das perfektische sḏm.n=f „er hörte“ ein; hinzu kommen mehrere futurische, perfektische und subjunktivische Formen. Die Formen sḏm.jn=f „und dann hörte er“, sḏm.k3=f und sḏm.ḫr=f, eine in ihrer Grundbedeutung unsichere Form sḏm.t=f sowie die Relativformen (sḏm=f „derjenige, den er hört“, sḏm.t=f „diejenige, die er hört“) nehmen eine Sonderstellung ein.
Umstritten ist auch die syntaktische und semantische Funktion der verschiedenen Formen des Paradigmas. Hier lassen sich zwei grundsätzliche Strömungen unterscheiden.

##### Traditioneller Ansatz
Gemäß dem in der Tradition der Berliner Schule begründeten und in wesentlichen Standardwerken wie Alan H. Gardiners Egyptian Grammar kodifizierten Ansatz differieren die verschiedenen Formen der Suffixkonjugation ausschließlich in semantischer oder pragmatischer Hinsicht, sind folglich also als unterschiedliche Tempora, Aspekte und/oder Modi anzusehen. Von besonderer Bedeutung in der Argumentation ist eine Form, die in bestimmten Verbalklassen durch Reduplikation (fälschlich als Gemination bezeichnet) gebildet wird: m33=f „er sieht“, jrr nṯr „der Gott macht“. Sie wurde entweder als „emphatisch“ – so besonders Adolf Erman – oder als „imperfektiv“ gedeutet. Durch letztere Interpretation ergab sich insbesondere eine Analogie mit den Relativformen und den Partizipien, bei denen die Unterscheidung perfektiv vs. impeferktiv schon lange als gesichert galt:
|             | Suffixkonjugation  | Relativformen                     | Partizipien           |
| perfektiv   | jr=f „er macht(e)“ | jr.w=f „derjenige, den er machte“ | jr.w „gemacht habend“ |
| imperfektiv | jrr=f „er macht“   | jrr=f „derjenige, den er macht“   | jrr.w „machend“       |

Allerdings ergeben sich hier gewisse Probleme durch die Einsicht, dass das „perfektive“ sḏm=f mehrere formal ähnliche und daher schwer zu unterscheidende Formen umfasst, weshalb jüngere Theorien auf diese Analogie verzichten müssen.

##### „Standardtheorie“
Einen vollkommen neuen Ansatz zum Verständnis der Suffixkonjugation entwickelte Hans Jacob Polotsky erstmals in seinen Études de syntaxe copte (1944). Ausgehend vom Koptischen stellte er die Hypothese auf, dass es sich bei derjenigen Form der Suffixkonjugation, die in bestimmten Klassen durch Reduplikation des letzten Stammkonsonanten gebildet wird, um eine in syntaktischer Hinsicht nominale handele, die insbesondere dann auftrete, wenn ein fokussiertes Adverbiale folgt. Ein wichtiges Beispiel aus dem Mittelägyptischen ist die folgende Passage aus den Sargtexten:
| jw=j                     | sṯ=j             | jw                   | b3=j                 | sṯ=f                 |
| einleitende Partikel=ich | kopulieren=ich   | einleitende Partikel | Ba=mein              | kopulieren=er        |
| „Ich kopuliere.“         | „Ich kopuliere.“ | „Mein Ba kopuliert.“ | „Mein Ba kopuliert.“ | „Mein Ba kopuliert.“ |

| sṯṯ                                                                  | b3=j                                                                 | m                                                                    | rmṯ.w                                                                | jm.jw                                                                | Jw-Nsrsr                                                             | sṯṯ=j                                           | ḏs=j                                            | m                                               | nṯr.wt                                          |
| kopulieren                                                           | Ba=mein                                                              | mit                                                                  | Menschen                                                             | befindlich in                                                        | Flammeninsel                                                         | kopulieren=ich                                  | selbst=ich                                      | mit                                             | Göttinnen                                       |
| „Dass mein Ba kopuliert, ist mit den Menschen auf der Flammeninsel.“ | „Dass mein Ba kopuliert, ist mit den Menschen auf der Flammeninsel.“ | „Dass mein Ba kopuliert, ist mit den Menschen auf der Flammeninsel.“ | „Dass mein Ba kopuliert, ist mit den Menschen auf der Flammeninsel.“ | „Dass mein Ba kopuliert, ist mit den Menschen auf der Flammeninsel.“ | „Dass mein Ba kopuliert, ist mit den Menschen auf der Flammeninsel.“ | „Dass ich selbst kopuliere, ist mit Göttinnen.“ | „Dass ich selbst kopuliere, ist mit Göttinnen.“ | „Dass ich selbst kopuliere, ist mit Göttinnen.“ | „Dass ich selbst kopuliere, ist mit Göttinnen.“ |

Während die ersten beiden Sätze die „normale“ Form des Verbs sṯj „kopulieren“ aufweisen, steht in den nächsten Sätzen, die jeweils ein fokussiertes Adverbiale („mit den Menschen“ bzw. „mit Göttinnen“) aufweisen, die „geminierende“ Form. Die letzten beiden Sätze sind nach Polotsky folglich als Adverbialsätze mit dem Subjekt „Dass ich/mein Ba kopuliert/kopuliere“ und dem folgenden Adverbiale als Prädikat zu analysieren. Im Laufe der Zeit erkannte Polotsky, dass sich auch „normale“ Formen, die hinter „geminierenden“ Formen stehen, als Adverbialia erklären lassen. Damit hatte Polotsky seine seit den 1980er Jahren als „Standardtheorie“ bezeichnete Transpositionslehre entwickelt, gemäß der Formen der Suffixkonjugation nicht nur in verbaler Funktion auftreten, sondern auch in adverbiale oder nominale Funktion transponiert werden können. Eine Steigerung dieser Theorie stellte ein von Friedrich Junge in seiner Habilitationsschrift (1976) dargestelltes Modell dar, demzufolge mittelägyptische Verbalformen nur in nominaler und adverbialer Funktion auftreten können, dass das Mittelägyptische also folglich keine Verbalsätze besitzt.
Seit etwa 1990 wird die Standardtheorie wieder kritischer betrachtet, insbesondere werden zunehmend wieder „echte“ Verbalsätze akzeptiert.

#### Sonstige Verbalformen

##### „Pseudopartizip“ / Stativ
Die zweite finite Art von Verbalformen neben der Suffixkonjugation stellt eine auf das Proto-Afroasiatische zurückgehende Konjugationsart dar, die als Pseudopartizip, Stativ oder (nur im Englischen) Old Perfective bezeichnet wird. Im Gegensatz zur Suffixkonjugation verfügt es über einen eigenen Satz von Personalendungen (abgetrennt mit dem Strukturzeichen „.“):
|       | Singular | Plural        |
| 1.    | sḏm.kw   | sḏm.wjn       |
| 2.    | sḏm.tj   | sḏm.twnj      |
| 3. m. | sḏm.w    | sḏm.w         |
| 3. f. | sḏm.tj   | sḏm.tj, sḏm.w |

Das Pseudopartizip tritt überwiegend zum Ausdruck von Zuständen auf, daneben kann es auch dynamische Handlungen sowohl im Aktiv (meist bei intransitiven Verben) als auch im Passiv (bei transitiven Verben) ausdrücken. In syntaktischer Hinsicht ist die Verwendung des Pseudopartizips stark eingeschränkt: es kann beispielsweise nicht negiert werden, fast nur in eingebetteten Sätzen auftreten sowie kein nominales Subjekt besitzen. Am häufigsten erscheint es in temporalen Adverbialsätzen, die einen Zustand ausdrücken:
| jr.n=j                                            | hrw  | ḫmt.w | wˁ.kw            |
| verbrachte=ich                                    | Tage | drei  | alleine sein.ich |
| „Ich verbrachte drei Tage, indem ich allein war.“ |      |       |                  |

Eine dynamische Verwendung im Aktiv und Passiv tritt überwiegend in autobiographischen Passagen auf, vergleiche ḫnt.kw „ich fuhr stromaufwärts“, h3b.kw „ich wurde gesandt“.
Eine besondere Verwendung findet sich in Wunschsätzen, besonders in der extrem häufigen Formel ˁnḫ.w wḏ3.w snb.w „Möge er leben, heil und gesund sein.“

##### Infinite Formen
Das Mittelägyptische verfügt über mehrere infinite Verbalformen, insbesondere mehrere Partizipien und einen Infinitiv. Wie in den semitischen und berberischen Sprachen werden diese Formen zu einem wesentlichen Teil durch verschiedene Vokalisationsmuster gebildet:
| Verb                          | msj                           | „gebären“         |
| Infinitiv                     | *mísit                        | „das Gebären“     |
| Partizip Passiv (perfektisch) | *jamasjéw (erst neuägyptisch) | „geboren“         |
| Partizip Aktiv (perfektisch)  | *másij                        | „der geboren hat“ |

## Syntax

### Verbalsätze
Sätze, deren Prädikat eine Form der Suffixkonjugation ist, werden als Verbalsätze bezeichnet. Sie haben die folgende Wortstellung, wobei selbstredend nicht alle Positionen obligatorisch sind:
Einleitende Partikel – Prädikat – pronominales Subjekt (Suffixpronomen) – pronominales Objekt (indirekt) – pronominales Objekt (direkt) – nominales Subjekt – nominales Objekt (direkt) – nominales Objekt (indirekt) – sonstige Erweiterungen
In der Regel müssen Verbalsätze, wenn sie nicht eingebettet sind, durch Partikeln oder verschiedene Hilfsverben eingeleitet werden. Sehr häufig ist die Einleitung mit dem Wort jw.
Beispiel:
| Hauptsatz                                                                         | Hauptsatz | Hauptsatz           | Hauptsatz         | Hauptsatz        | Adverbialsatz                 | Relativsatz                        |
| jw                                                                                | wp.n      | n=j                 | b3=j              | r3=f             | wšb=f                         | ḏd.t=j                             |
| einleitende Partikel                                                              | „öffnete“ | zu=mir              | Ba=mein           | Mund=sein        | beantworten=er                | was gesagt hatte (Relativform)=ich |
|                                                                                   | Prädikat  | pronominales Objekt | nominales Subjekt | nominales Objekt | Prädikat=pronominales Subjekt | Prädikat=pronominales Subjekt      |
| „Da öffnete mein Ba seinen Mund zu mir, um zu beantworten, was ich gesagt hatte.“ |           |                     |                   |                  |                               |                                    |

In bestimmten Texten treten als Einleitung auch andere Hilfsverben, beispielsweise ˁḥˁ, eigentlich „stehen“, auf:
| ˁḥˁ.n                                 | ḏd.n  | z3   | nswt  | Ḥr.w-ḏd=f |
| Hilfsverb                             | sagte | Sohn | König | Hardjedef |
| „Dann sagte der Königssohn Hardjedef“ |       |      |       |           |

### Nicht-verbale Sätze
In allen Phasen des Ägyptischen können auch substantivische, adjektivische und adverbiale Ausdrücke ein Prädikat bilden. Je nach Art des Prädikats lassen sich verschiedene Satzarten unterscheiden. Sätze ohne verbales Prädikat sind hinsichtlich Tempus und Modus nicht bestimmt, hierfür ist die Überführung in Verbalsätzen mittels der Hilfsverben jw und wnn erforderlich.

#### Substantivalsatz
Sätze mit Substantiven als Prädikat können in bestimmten Fällen aus einer einfachen Nebeneinanderstellung von Subjekt und Prädikat bestehen: Ḏdj rn=f „Djedi ist sein Name.“ Meist wird jedoch eine Kopula pw, ursprünglich ein nach Numerus und Genus flektierbares Demonstrativpronomen, seit dem Alten Reich aber eine unveränderliche Partikel, eingesetzt:
| sḫ.tj                                    | pw     | n.j | sḫ.t-ḥm3.t  |
| Bauer                                    | Kopula | von | Wadi Natrun |
| „Das ist ein Bauer aus dem Wadi Natrun.“ |        |     |             |

| bw.t=j                  | pw     | ḥs  |
| Abscheu=mein            | Kopula | Kot |
| „Mein Abscheu ist Kot.“ |        |     |

#### Adjektivalsatz
Sätze mit Adjektiv als Prädikat haben immer die Satzstellung Prädikat – Subjekt:
| nfr                 | mtn=j    |
| gut                 | Weg=mein |
| „Mein Weg sei gut.“ |          |

#### Adverbialsatz
Sätze mit einer Adverbiale, das heißt entweder einem Adverb oder einer Präpositionalphrase, als Prädikat haben die Stellung Subjekt – Prädikat:
| ẖr.t=k                            | m  | pr=k      |
| Besitz=dein                       | in | Haus=dein |
| „Dein Besitz ist in deinem Haus.“ |    |           |

Eine besondere Anwendung des Adverbialsatzes stellt der sogenannte Pseudoverbalsatz dar. Sein Prädikat besteht entweder aus einem Pseudopartizip oder aus einem Präpositionalphrase der Form Präposition + Infinitiv; der Satz hat folgliche eine ähnliche Bedeutung wie echte Verbalsätze. Während Pseudoverbalsätze im Altägyptischen noch eine geringe Rolle spielten, nahm ihre Bedeutung seit dem Mittleren Reich stetig zu. In Konstruktionen mit Präposition + Infinitiv haben die Präpositionen ḥr „auf“ und m „in“ präsentische, r „zu“ dagegen futurische Bedeutung:
| jw=f                      | r  | mˁr                        |
| Partikel=er               | zu | glücklich sein (Infinitiv) |
| „Er wird glücklich sein.“ |    |                            |

### Relative Konstruktionen
Je nach Art des externen Bezugswortes und seiner syntaktischen Stellung in der Relativphrase weisen relative Konstruktionen unterschiedliche Formen auf. Ist das Bezugswort definit, kann ein Relativpronomen (affirmativ nt.j (m.), nt.t (f.), nt.j.w (Pl.); negativ jw.tj) oder ein attributives Partizip verwendet werden:
| ẖntj=f                            | nt.j   | m  | ḥw.t-nṯr |
| sein Salbgefäß                    | welche | in | Tempel   |
| „seine Statue, die im Tempel ist“ |        |    |          |

Bei indefiniten Bezugswörtern können unmarkierte Relativsätze angewendet werden:
| z.j                                             | wnm.n=f | k3.w n.w nh.t    |
| ein Mann                                        | aß=er   | Sykomorenfrüchte |
| „(irgend)ein Mann, der Früchte der Sykomore aß“ |         |                  |

Ist das Bezugswort nicht das Subjekt des eingebetteten Verbs, können die sogenannten Relativformen, attributive Verbalformen angewendet werden, die nach Tempus/Aspekt/Modus sowie Genus und Numerus des Bezugsworts flektiert werden; ihr Subjekt wird wie in anderen Formen der Suffixkonjugation markiert (siehe oben):
| ḫ3s.t nb.t                               | rwj.t.n=j                            | r=s                |
| jedes Land (feminin)                     | voranschreiten.Femininum.Perfekt=ich | gegen=es (feminin) |
| „jedes Land, gegen das ich voranschritt“ |                                      |                    |

### Negation
Die Negation gehört zu den komplexeren Bereichen der ägyptischen Syntax. Die beiden grundlegenden Negativadverbien sind n und nn, beide mit der Bedeutung „nicht“. Beide können Verbalsätze negieren, indem sie vor dem Prädikat stehen. Dabei fällt auf, dass die temporale Bedeutung der suffixkonjugierten Verbform deutlich vom affirmativen Gebrauch abweicht. Nach ihrem Entdecker, dem britischen Ägyptologen Battiscombe Gunn (1883–1950), wird diese Asymmetrie als Gunnsche Regel bezeichnet:
| affirmativ                         | negativ                        |
| ---------------------------------- | ------------------------------ |
| sḏm=f „er hört, hörte, wird hören“ | n sḏm=f „er hörte nicht“       |
| sḏm=f „er hört, hörte, wird hören“ | nn sḏm=f „er wird nicht hören“ |
| sḏm.n=f „er hörte“                 | n sḏm.n=f „er hört nicht“      |

n und nn werden teilweise auch zur Negation nicht-verbaler Sätze benutzt:
| nn                              | wj  | m-ḥr-jb=sn     |
| nicht                           | ich | in Mitte=ihrer |
| „Ich war nicht in ihrer Mitte.“ |     |                |

Eine Besonderheit des Ägyptischen stellen die Negativverben jmj und tm dar. Anstelle des negierten Verbs selbst wird das Negativverb konjugiert; das bedeutungstragende Verb tritt in eine unveränderliche Form, das sogenannte Negativkomplement:
| m                             | h3.w                            | ḥr=j     |
| tu nicht (Imperativ von jmj)  | herabfallen (Negativkomplement) | auf=mich |
| „Falle nicht auf mich herab.“ |                                 |          |

Schließlich verfügt das Mittelägyptische auch über ein negatives Relativpronomen jw.tj „welcher nicht“, z. B. jw.tj sḏm=f „einer, der nicht hört“.

### Grammatiken und Einführungen
Chronologisch sortiert
- Daniel A. Werning: Digitale Einführung in die hieroglyphisch-ägyptische Schrift und Sprache. Humboldt-Universität Berlin, Berlin 2018 (Volltext online).
- Claudia Maderna-Sieben: Mittelägyptische Grammatik für Anfänger. Ein ausführliches Kompendium für den Unterricht. Lit, Münster 2016, ISBN 978-3-643-13187-4.
- Daniel A. Werning: Einführung in die hieroglyphisch-ägyptische Schrift und Sprache. Propädeutikum mit Zeichen- und Vokabellektionen, Übungen und Übungshinweisen. 3. verbesserte Ausgabe, Berlin 2015, doi:10.20386/HUB-42129 (Open Access).
- James P. Allen: Middle Egyptian. An Introduction to the Language and Culture of Hieroglyphs. 2nd edition, Cambridge University Press, Cambridge u. a. 2010.
- Boyo Ockinga: Mittelägyptische Grundgrammatik. Abriss der mittelägyptischen Grammatik. 2., überarbeitete Auflage, von Hellmut Brunner in Neubearbeitung. von Zabern, Mainz 2005, ISBN 3-8053-3600-4.
- Wolfgang Schenkel: Tübinger Einführung in die klassisch-ägyptische Sprache und Schrift. Schenkel, Tübingen 2005, ISBN 3-938529-00-8.
- Erhart Graefe, Jochem Kahl: Mittelägyptische Grammatik für Anfänger. 6., verbesserte und teilweise veränderte Auflage. Harrassowitz, Wiesbaden 2001, ISBN 3-447-04469-1 (knapp gehaltene Einführung).
- Michel Malaise, Jean Winand: Grammaire raisonnée de l’égyptien classique (= Aegyptiaca Leodiensia. Band 6). Centre informatique de philosophie et lettres, Liège 1999.
- Karl Jansen-Winkeln: Spätmittelägyptische Grammatik der Texte der 3. Zwischenzeit (= Ägypten und Altes Testament. Band 34). Harrassowitz, Wiesbaden 1996, ISBN 3-447-03800-4.
- Alan Gardiner: Egyptian Grammar. Being an Introduction to the Study of Hieroglyphs. 3rd, revised edition, Oxford University Press, London 1957, (monumentale Grammatik des Mittelägyptischen bis zur 18. Dynastie).

### Studien zur Grammatik
- Éric Doret: The narrative verbal system of Old and Middle Egyptian (= Cahiers d’orientalisme. Band 12, ZDB-ID 778653-0). Cramer, Genf 1986.
- Jürgen Osing: Die Nominalbildung des Ägyptischen. 2 Bände. von Zabern, Mainz 1976, ISBN 3-8053-0031-X (Zugleich: Berlin, Freie Universität, Habilitations-Schrift, 1973/74).

### Wörterbücher
- Adolf Erman, Hermann Grapow: Wörterbuch der ägyptischen Sprache. Band I–V: Wörterbuch Ägyptisch – Deutsch. Band VI: Deutsch – Ägyptisches Wörterverzeichnis. Band VII: Rückläufiges Wörterverzeichnis.; Band VIII–X: Belegstellenverzeichnis. Akademie-Verlag, Berlin 1926–1963.
- Hannig-Lexika: Großes Handwörterbuch Ägyptisch – Deutsch. (2800–950 v. Chr.). Die Sprache der Pharaonen.
  - Band 1: Rainer Hannig: Großes Handwörterbuch Ägyptisch – Deutsch (= Kulturgeschichte der Antiken Welt. Band 64) 5., unveränderte Auflage, Marburger Edition. von Zabern, Mainz 2009, ISBN 978-3-8053-1771-9;
  - Band 2: Rainer Hannig, Petra Vomberg: Wortschatz der Pharaonen in Sachgruppen. Kulturhandbuch Ägyptens (= Kulturgeschichte der antiken Welt. Band 72). 2. Auflage. von Zabern, Darmstadt u. a. 2012, ISBN 978-3-8053-4473-9;
  - Band 3: Rainer Hannig: Großes Handwörterbuch Deutsch – Ägyptisch (= Kulturgeschichte der antiken Welt. Band 86). von Zabern, Mainz 2000, ISBN 3-8053-2609-2;
  - Band 5: Rainer Hannig: Ägyptisches Wörterbuch. Band 2: Mittleres Reich und Zweite Zwischenzeit (= Kulturgeschichte der antiken Welt. Band 112). 2 Teilbände. von Zabern, Mainz 2006, ISBN 3-8053-3690-X.